# ゲータレード
ゲータレード (Gatorade) は、ペプシコ傘下のアメリカのストークリー・ヴァンキャンプ社が製造・販売する清涼飲料水。スポーツドリンクの草分け的存在として知られる。
世界70か国以上で愛飲されており、2016年時点でもスポーツドリンクの世界シェア1位である。日本では、2015年までサントリーフーズがライセンス契約を結び、製造・販売を行っていた。

## 歴史

### 開発
ゲータレードは1965年に、フロリダ大学のアメリカンフットボールチーム「フロリダ・ゲイターズ」のために、同大学の医学・生理学者であったロバート・ケード博士によって開発された。ゲータレードという名称は、チーム名と飲料を意味する「エード」の合成語である。ゲイターズは1967年にゲータレードを公式に導入したが、その年に初めてオレンジボウルに進出して勝利するというめざましい成績を上げた。
ケード博士はこの飲料に関する権利をフロリダ大学に譲渡しようとしたが、大学側が応じなかったため、1968年に製造権がストークリー・ヴァンキャンプ社に委譲された。その後同社はクエーカーオーツカンパニーに買収されたが、クエーカーオーツが2000年12月にペプシコに買収されたため、ペプシコ傘下のブランドとなっている。
ゲータレードの製法に関する権利を巡って、ケード博士、ストークリー・ヴァンキャンプ社とフロリダ大学との間で裁判まで起きる事態になったが、この係争は1973年に解決し、フロリダ大学はそれ以来、2009年時点までの累計で1億5千万ドルを超えるロイヤルティーを受け取っている。

### 日本における歴史
日本では、1970年4月に大正製薬が導入して販売を開始。当初の製品は、スクリューキャップを使用した250mlガラス瓶入りのものと粉末タイプであったが、大正製薬はわずか1年で撤退。その後、日本アイソトニックが販売権を取得したが資金難に陥り、当時サッカニーシューズを輸入していたスポットビルト（アジア）がアイソトニックを吸収し、販売は継続された。
スポットビルトは改めて米国ストッコリーバーンキャンプ社とライセンス契約を結び、得意とするスポーツ用品店ルートを使い、ユーザーが水に溶いて飲む粉末スタイルを浸透させることで爆発的な人気を得た。スクイーズボトル（水筒）をはじめとする様々なノベルティが小中学生のファッションとなり、スポーツ飲料マーケットを独占的に作り上げた。しかしさらなる拡大を希望するアメリカサイドとの意見が合わず、商権は雪印食品 → 雪印乳業（現：雪印メグミルク）に移ったが、缶や瓶入りに商品を変えたことが原因で流通コストがかかり苦戦することになった。しかも、それに追い打ちをかけるように大塚製薬が発売したポカリスエットがマーケットに登場すると、市場の主役はポカリに移った。苦境を打開すべく1998年にはポッカコーポレーション（現：ポッカサッポロフード&ビバレッジ）と提携し、ポッカの自販機網でも販売されるようになったが、日本コカ・コーラのアクエリアスというライバルまで現れ、販売は縮小した。さらには2000年に発生した雪印集団食中毒事件の影響により、雪印からは事実上終売となった。
これを受け、スポーツドリンク分野において強力なブランドを欲していたサントリー（現：サントリーホールディングス）が2004年1月にペプシコ社から日本におけるマスターフランチャイズ権（マーケティングおよび製造販売総代理権）を取得し、同年3月に装いも新たに「ゲータレード エクストラ」として販売を再開した。当初は500mlペットボトル（広口キャップ採用）と2Lペットボトルの2サイズであったが、スポーツユーザーや若年層の要望に応える形で同年6月には中間サイズの900mlペットボトルを追加。2005年3月には発売当初から販売を望む声に応え、1L用パウダーを追加。同年5月にはボトル製品をリニューアル。後味をより良くするとともに、エネルギー代謝をサポートするビタミンB群を増量した。
2006年3月のリニューアルで商品名を「ゲータレード」に変更。ブルー基調のパッケージに変更するとともに、500mlペットボトルは25ml増量して525mlとなった。また、同年4月からは2Lペットボトルに「ゆびスポットボトル」を導入した。2007年5月のリニューアルでは鉄 (Fe) を新たに配合。容量を元に戻した500mlペットボトルには新形状の「トルネードスピードボトル」が採用され、900mlペットボトルは増量されて1Lとなった。
2007年7月には、シリーズ製品としてアメリカなどで販売されている「Propel（プロペル）」を日本向けの味わいに変更した「ゲータレード フィットネスウォーター」を発売。ビタミンB6・ナイアシン・カルシウムを配合し、カロリーゼロを実現した。
2008年4月のリニューアルでは、マルトデキストリンを使用することで甘さを抑えてよりすっきりとした味わいに改良し、商品名を「ゲータレード トリプルチャージ」に変更。リニューアルにより1Lペットボトルを廃止した。
2009年5月のリニューアルでは「エネルギーinスポーツドリンク」のコンセプトを掲げ、商品名を「ゲータレード」に戻して全面刷新。複数の炭水化物とグルタミン酸を配合し、甘さを低減。液色もこれまでの無色からオレンジ色に変更した。2010年4月のリニューアルでは液色を元の無色に戻し、パッケージをリニューアル、ボトルタイプのサイズラインナップを500mlペットボトルのみとし、1L用パウダーを2年ぶりにリニューアルした。2011年4月のリニューアルではよりスッキリとした味わいに改良した。なお、1L用パウダーは東日本大震災の影響により、当初の予定から約1か月遅れの同年5月に発売された。
2012年5月には「ゲータレード」ボトルタイプとの入れ替えで、異なるエネルギー源を配合した「ハイブリッドエネルギー」によってエネルギーを時間差で補給するとともに、発汗によって失われる4種のミネラルも配合した、ランナーに向けたスポーツドリンク「ゲータレード ラン」を発売した。
2013年5月に「ゲータレード ラン」をリニューアル。パッケージデザインを従来のライムグリーン基調からブルー基調に変更し、ボトルの形状も変更した。
2015年、サントリーによるライセンス生産が終了した。

## ゲータレードシャワー

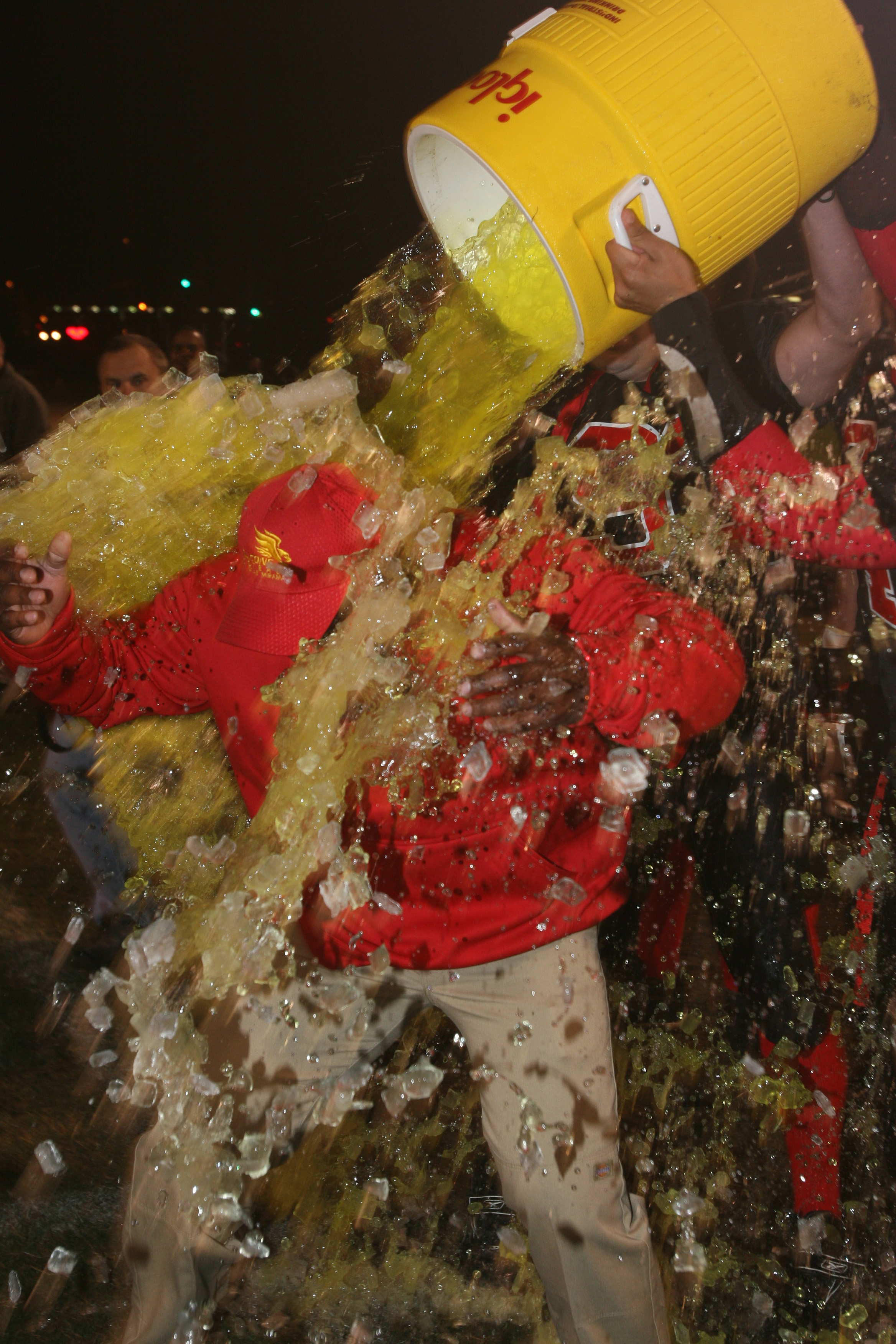
ゲータレードシャワー

アメリカのプロアメリカンフットボールーリーグ (NFL) やプロバスケットリーグ (NBA) のリーグ優勝などの際には、チームのヘッドコーチなどの頭上にスポーツドリンクタンクの中身をぶちまける、通称「ゲータレードシャワー」(Gatorade Shower) が行われている。
タンクの中身はゲータレードとは限らないが、米国内ではゲータレードがスポーツドリンクの代名詞と言えるほど普及していることに加え、特にNFLではゲータレードが試合中のオフィシャルドリンクに指定されていることから、この名称が定着している。

### NFL
NFLのプレーオフやスーパーボウルは1月から2月にかけて行われるため、開催地によっては気温が零下となることも珍しくないが、そのような季節でも氷入りのタンクによるゲータレードシャワーはほぼ例外なく行われる。NHKのNFL中継においては商品名の呼称は「広告・宣伝放送」を禁止した放送法83条に抵触するため、ゲータレードシャワーのことを「スポーツドリンクシャワー」と呼ぶことが多い。

### NBA
バスケットボール界などにも広がりを見せており、NBAでも2007-2008シーズンにボストン・セルティックスのエースであるポール・ピアースが、優勝を決めたゲームの終盤でヘッドコーチのドック・リバースにタンク内のスポーツドリンクを浴びせ、リバースのシャツはピンクに染まっていた。ただし屋内スポーツの場合は、ドリンクをぶちまけた後の清掃作業がどうしても大掛かりになってしまう問題があるため、野球やアメフトほど定着はしていない。

### MLB・NPB
MLB、近年ではNPBの試合でもサヨナラ勝ちやヒーローインタビューの時に行うことがある。ただし、日本ではゲータレードがアメリカほどメジャーな存在でないため、「ゲータレードシャワー」とは言わないことが多い。また、NPBではタンクで浴びせることは少なく、大抵は500mlペットボトルの水をかける。MLBでの「ゲータレードシャワー」の様子がJ SPORTSの『野球好きニュース』で放送されたが、その時に「スポーツドリンクシャワーと言うこともありますが、正しくはゲータレードシャワーです」と前述のようにNHKでの放送法83条への対応に対する皮肉を込めたナレーションを入れていたが、むしろ「ウォーターシャワー」ということもある。MLBでのヒーローインタビュー時のゲータレードシャワーでは、インタビュアーがインタビューを受ける選手の巻き添えになることがよくある。

## エルヴィス・プレスリー
エルヴィス・プレスリーが愛飲していた。1970年代には主にラスベガスなどの乾燥した地域でライブを行っていたため、「ベガス喉 (Vegas Throat)」と言われる喉のトラブルを防ぐために好んで飲んでいた。プレスリーは「これはゲータレードです。つまりワニ ('gator) 用の飲み物です」と語った。